# كاظم بهبهاني
كاظم بهباني (1943-) هو بروفيسور وعالم مناعة كويتي وباحث في الأمراض المدارية.

## الحياة المبكرة والتعليم
وُلد البروفيسور كاظم بهبهاني في مدينة الكويت في عام 1943 ، ودرس الطب في جامعات الكويت وليفربول ولندن، وحصل على درجة الدكتوراه في علم المناعة عام 1972 ، وقد عمل زميلًا لما بعد الدكتوراه في كلية لندن للصحة والطب الاستوائي، وفي معهد ماثيلدا وتيرينس كينيدي لأمراض الروماتيزم في لندن..

## مسيرته
في عام 1983، عاد إلى الكويت وانضم إلى كلية الطب في جامعة الكويت، حيث أصبح أستاذًا لعلم المناعة والأمراض الاستوائية. على مستوى الجامعة، شغل عدة مناصب، منها: نائب رئيس الجامعة للأبحاث، نائب عميد كلية العلوم، نائب عميد كلية الطب للشؤون البحثية، وعضو في مجلس الجامعة. وخلال تلك السنوات، شغل أيضًا منصب أستاذ زائر في كلية هارفارد للطب بين عامي 1979 و1984.
بعد غزو الكويت عام 1990، إضطر كاظم بهبهاني إلى مغادرة البلاد، وانضم إلى منظمة الصحة العالمية. بين عامي 1990 و2005، عمل في مجال أبحاث اللقاحات ضمن البرنامج العالمي للإيدز، وشغل منصب مدير برنامج أبحاث الأمراض الاستوائية (TDR)، ومدير إدارة مكافحة الأمراض الاستوائية (1994–1998)، ومدير مكتب الاتصال لإقليم شرق المتوسط في جنيف (1998–2003). كما شغل عضوية مجلس الاستئناف في المنظمة، وكان أمينًا لعدد من الاجتماعات الحكومية الدولية (مثل اتفاقية التبغ)، وعضوًا في عدة لجان فرعية تابعة للمجلس التنفيذي وجمعية الصحة العالمية. وكان آخر منصب له هو مساعد المدير العام للعلاقات الخارجية والهيئات الحاكمة (2003–2005). وفي عام 2005، أصبح مبعوثًا للمنظمة. وفي عام 2006، أصبح مرشحًا رسميًا لمنصب المدير العام لمنظمة الصحة العالمية، ونجح في الوصول إلى قائمة أفضل خمسة مرشحين.
إلى جانب عمله في منظمة الصحة العالمية، كان عضوًا في العديد من اللجان الاستشارية الوطنية والدولية، مثل المجلس الاستشاري العلمي لمعهد قبرص الدولي للبيئة والصحة العامة، ورئيس اللجنة الخارجية للوكالة الدولية للطاقة الذرية لتقييم برنامج الصحة البشرية (2005)، وعضو لجنة أخلاقيات البحث التابعة للوكالة الدولية لأبحاث السرطان بين عامي 2005 و2009، وعضو مجلس إدارة مجموعة الأطفال الرفيعة المستوى التي أسستها البارونة نيكولسون وجي كي رولينغ.

## الإنجازات العلمية والجوائز
على مر السنين، أقام بهبهاني علاقات عمل وثيقة مع العديد من الوكالات والهيئات الدولية، بما في ذلك صندوق الآغا خان للتنمية الاقتصادية، وصندوق الأوبك للتنمية الدولية، والصندوق الكويتي للتنمية الاقتصادية العربية، والصندوق العربي للإنماء الاقتصادي والاجتماعي، ومجموعة البنك الدولي
وقد نال العديد من الجوائز والتكريمات العلمية، من بينها جائزة أفضل باحث في الطب من مؤسسة الكويت للتقدم العلمي. كما شغل عضوية هيئة التحرير في عدد من المجلات العلمية. وله أكثر من 100 منشور علمي وكتاب واحد في مجال العلوم والتكنولوجيا. وهو زميل الكلية الملكية لعلماء الأمراض منذ عام 1995، وزميل أكاديمية العالم الإسلامي للعلوم منذ عام 1992. وفي عام 2009، منحه معهد قبرص الدولي للبيئة والصحة العامة، بالتعاون مع كلية الصحة العامة بجامعة هارفارد، درجة فخرية في ماجستير علوم الصحة البيئية. وفي عام 2016، نال كاظم رتبة الإمبراطورية البريطانية من الملكة إليزابيث تكريماً لخدماته في مجال التعاون الصحي بين المملكة المتحدة والكويت.

## حياته الاجتماعية
الدكتور كاظم بهبهاني متزوج من مواطنته الدكتورة صبيحة عبدالرزاق ، وله إبنتان هما (في) و(فرح) ، كما لديه خمسة أحفاد.

## المناصب والعضويات
- نائب رئيس جامعة الكويت للبحوث.
- نائب عميد كلية العلوم.
- نائب عميد كلية الطب.
- عضو مجلس جامعة الكويت.
- أستاذا زائرا في كلية الطب ب جامعة هارفارد في الفترة بين 1979 إلى 1984.
- نائب المدير العام لمعهد الكويت للبحوث العلمية.
- عضو مجلس إدارة مركز آي بي إم العلمي في الكويت .
- مدير برنامج بحوث الأمراض المدارية.
- مدير شعبة مكافحة الأمراض المدارية في الفترة بين 1994 إلى 1998.
- عمل في مكتب اتصال شرق البحر الأبيض المتوسط في الفترة بين 1998 إلى 2003 في جنيف.
- عضو في مجلس الاستئناف التابع ل منظمة الصحة العالمية.
- سكرتير في عدد من الاجتماعات الحكومية الدولية مثل إتفاقية التبغ.
- مساعد المدير العام للعلاقات الخارجية والأجهزة الرئاسية في عام 2003.
- المدير العام لمعهد دسمان للبحوث والتدريب والوقاية في الكويت.

## روابط خارجية
- Kazem Behbehani Biography
- The Official World Health Organisation Web Site
- Dr Kazem Behbehani's Personal Web Site